# Viktor von Rosen
Le baron Viktor von Rosen (en russe : Ви́ктор Рома́нович Розе́н), né le 21 février (5 mars) 1849 à Revel (gouvernement d'Estland) et mort le 10 (23) janvier 1908 à Saint-Pétersbourg, est un aristocrate allemand de la Baltique, sujet de l'Empire russe, qui fut un orientaliste réputé de son époque, doyen de la faculté des langues orientales de l'université impériale de Saint-Pétersbourg et académicien.

## Biographie
Viktor von Rosen naît dans une famille de l'aristocratie allemande de la Baltique aux ramifications en Suède et en Russie.
Après avoir terminé ses études à la faculté des langues orientales de l'université impériale de Saint-Pétersbourg, il se rend à l'université de Leipzig pour suivre les cours d'arabe du professeur Fleischer. Il reçoit son titre de magister en 1872 et en 1883 de docteur de littérature arabe. Il dirige en 1881-1882 le musée Asiatique. En 1893, il est nommé doyen de la faculté des langues orientales, poste qu'il conserve jusqu'en 1902.
Il est élu à la tête du département oriental de la Société impériale archéologique de Russie en 1885. Il est nommé adjoint au département historico-philologique de l'Académie des sciences de Saint-Pétersbourg en 1879-1882, puis élu membre extraordinaire de l'Académie en 1890, dans ce même département pour l'histoire de la littérature des peuples asiatiques, et enfin élu vice-président de l'Académie du 7 avril 1900 au 12 juin 1900. Il devient membre ordinaire de l'Académie le 20 janvier 1901.

## Quelques publications
- «Древнеарабская поэзия и её критика» [La Poésie arabe ancienne et sa critique] (Saint-Pétersbourg, 1872),
- «Известия Ал-Бекри и других авторов о Руси и славянах» [Les Rapports d'Al-Bekri et d'autres auteurs à propos de l'Ancienne Russie et des Slaves] (supplément du tome XXXII in  «Bulletin de l'Académie impériale des sciences», 1878),
- «Император Василий Болгарский» [L'Empereur Basile de Bulgarie] (suppl. XLIV in « idem», 1883),
- «Заметка о летописи Агапия Манбиджского» [Remarque sur le manuscrit d'Agapios de Manbidj] («Journal du Ministère de l'Instruction publique», 1884),
- «Notiz über eine merkwürdige arab. Handschrift» («Bulletin de l’Асadémie impériale des sciences», XXVI, pp. 18 sq, 1879),
- « Zur arab. Literaturgeschichte der älteren Zeit. Ibn-Quteiba» (ib., pp. 55-78, XXVII, 1880),
- «Les manuscrits arabes de l’Institut des langues orientales» (St.-P., 1877),
- «Notices sommaires des manuscrits arabes du Musée Asiatique» (St.-P., 1881),
- «Remarques sur les manuscrits orientaux de la Collection Marsigli à Bologne, suivies de la liste complète des manuscrits arabes de la même collection» (Rome, 1885, «Atti della R. Accademia dei Lincei», vol. XII),
- «Les manuscrits persans de l’Institut des langues orientales» (Paris, 1896),
- «Collections scientifiques de l’Institut des langues orientales, etc.» (1891).

## Source
- (ru) Cet article est partiellement ou en totalité issu de l’article de Wikipédia en russe intitulé « Розен, Виктор Романович » (voir la liste des auteurs).